# دمون (پاکستان)
دمون (به انگلیسی: Domun) یک منطقهٔ مسکونی در پاکستان است که در خیبر پختونخوا واقع شده‌است. دمون ۱٬۹۰۱ متر بالاتر از سطح دریا واقع شده‌است.